# 荆紫山
荆紫山位于河南省洛阳市新安县北部56公里处，石井乡境内。东西绵延约七十公里，海拔829米，山顶有玉皇阁，属道教名山。山上多荆树和紫花而得名。《山海经》中称其为敖岸山，有传荆紫山北麓产金，故又称金子山。荆紫山景区是新安八景之一。